# 鲁朗斯
鲁朗斯（法語：Roullens，法語發音：[ʁulɛ̃s] ⓘ）是法国奥德省的一个市镇，位于该省中北部，属于卡尔卡松区。

## 地理
鲁朗斯（43°9'55"N, 2°16'21"E）面积7.89 平方千米，位于法国奧克西塔尼大區奥德省，该省份为法国南部沿海省份，北起塔恩省，西北接上加龙省，西接阿列日省，南至东比利牛斯省，东临地中海，东北与埃罗省接壤。
与鲁朗斯接壤的市镇（或旧市镇、城区）包括：阿莱拉克、卡尔卡松、库富朗斯、拉瓦莱特、蒙克拉尔、普雷克桑。
鲁朗斯的时区为UTC+01:00、UTC+02:00（夏令时）。

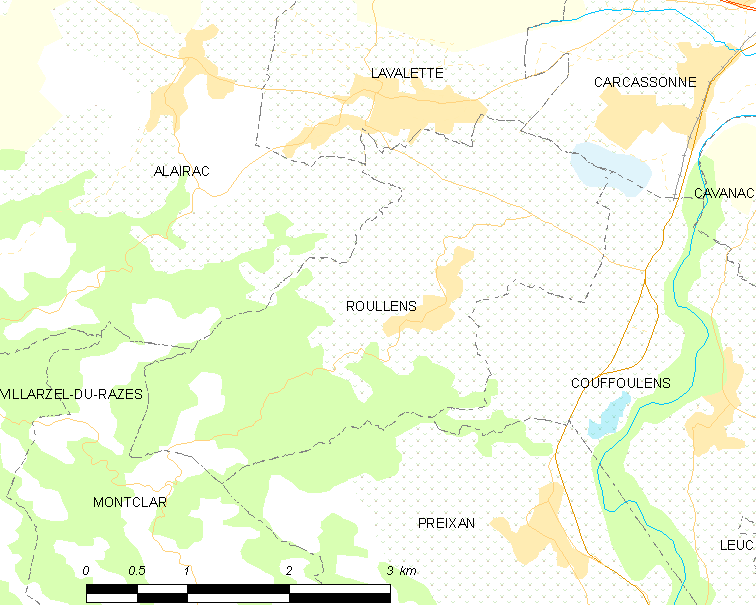
鲁朗斯的OSM定位图

## 行政
鲁朗斯的邮政编码为11290，INSEE市镇编码为11327。

## 政治
鲁朗斯所属的省级选区为卡尔卡松第三县。

## 人口

1962-2008年间鲁朗斯人口变化图示

鲁朗斯于2022年1月1日时的人口数量为581人。